# Cathédrale du Saint-Esprit de Bethlehem
Pour les articles homonymes, voir Cathédrale du Saint-Esprit.
La cathédrale du Saint-Esprit, située dans le township de Bohlokong à Bethlehem, dans la province d'État-Libre en Afrique du Sud, est le siège de l'évêque du diocèse de Bethlehem (en).